# 川根町抜里
川根町抜里（かわねちょうぬくり）は静岡県島田市の大字。

## 地理
島田市の北部、川根地区の中西部に位置する。東で、西で、南で、北でと接する。

### 河川
- 大井川

## 歴史

### 沿革
- 1889年（明治22年）4月1日 - 町村制の施行により、榛原郡抜里村が周辺の村と合併する。榛原郡下川根村となる[WEB 4]。旧村名は下川根村の大字として残る[WEB 5]。
- 1955年（昭和30年）4月1日 – 町制施行を行い、川根町となる。
- 2008年（平成20年）4月1日 – 川根町が島田市に編入される。住所表記が島田市川根町抜里に変更となる。

## 施設
- 抜里駅

## 交通

### 鉄道
- 大井川鐵道本線：（金谷 方面 - ）抜里（ - 千頭 方面）※川根温泉笹間渡 - 千頭間は不通。川根本町営バス千頭・家山線が代替している。

### 道路
- 国道473号線

## その他

### 学区
小学校・中学校の学区は以下の通りである。
| 番・番地等 | 小学校             | 中学校             |
| ---------- | ------------------ | ------------------ |
| 全域       | 島田市立川根小学校 | 島田市立川根中学校 |

### 警察
警察の管轄区域は以下の通りである。
| 番・番地等 | 警察署     | 交番・駐在所 |
| ---------- | ---------- | ------------ |
| 全域       | 島田警察署 | 川根町交番   |

### WEB
1. ↑  “静岡県 > 島田市の郵便番号一覧 - 日本郵便株式会社”.   日本郵便. 2025年7月17日閲覧。
2. ↑  “市外局番の一覧”.   総務省 (2022年3月1日). 2025年7月17日閲覧。
3. ↑  “事業所案内及び管轄地域（事務所3件、分室3件）”.   一般社団法人静岡県自動車会議所. 2025年7月17日閲覧。
4. ↑  “historyofcities.pdf”.   静岡県総務部合併推進室・財団法人静岡県市町村振興協会. 2025年7月17日閲覧。
5. ↑  “解説ページ”.   株式会社エア. 2025年7月17日閲覧。
6. ↑  “学区一覧 - 島田市公式ホームページ”.   島田市 (2024年4月1日). 2025年7月17日閲覧。
7. ↑  “川根町交番｜静岡県警察”.   静岡県警察 (2023年7月18日). 2025年7月17日閲覧。